# Lepilemur hollandorum
Il lepilemure di Holland (Lepilemur hollandorum Ramaromilanto & Lei, 2009) è una specie di lemure recentemente scoperta, endemica del Madagascar.

## Distribuzione e habitat
Questa specie è stata sinora descritta soltanto all'interno della Riserva della Biosfera Mananara Nord, nel Madagascar nord-orientale (provincia di Toamasina - 16°18′S 49°47′E). Gli esatti confini del suo areale sono tuttora da definire: si presume che a nord coincidano con il fiume Antainambalana, che rappresenta il limite meridionale dell'areale di Lepilemur seali, mentre a sud potrebbero spingersi sino al fiume Maningory, che delimita il territorio di Lepilemur mustelinus.
Il suo habitat è la foresta pluviale di pianura.

## Descrizione
È un lepilemure di taglia medio grande, che può raggiungere 1 kg di peso con una lunghezza di circa 24 cm cui vanno aggiunti 28 cm di coda. Il pelo è di colore bruno-grigiastro screziato sulla testa, lungo le spalle e fino alla metà del dorso, bruno più chiaro nella parte inferiore del dorso e sul ventre. La coda è di colore marrone scuro, tendente al nero.

## Biologia
Come tutti i lepilemuri sono animali notturni, solitari ed erbivori.